# Cotinusa mathematica
Cotinusa mathematica là một loài nhện trong họ Salticidae.
Loài này thuộc chi Cotinusa. Cotinusa mathematica được Cândido Firmino de Mello-Leitão miêu tả năm 1917.